# Élisabeth-Sophie Chéron
Élisabeth-Sophie Chéron, nascida em 3 de outubro de 1648 em Paris, onde faleceu em 3 de setembro de 1711, foi uma pintora, gravadora, poetisa e tradutora francesa.

## Biografia
Ela é filha de Henri Chéron e Marie Le Fèvre. Ela foi criada na religião protestante. Seu pai deixou a França para fugir da perseguição quando ela tinha apenas 16 anos. Ela teve, então, que prover às necessidades da sua família, nomeadamente da sua mãe, da sua irmã Ana e do seu irmão Luís. Este último, tendo permanecido protestante, posteriormente deixou a França. Ela se retratou em 1668.
Foi treinada por seu pai artista, ainda criança, nas artes de esmaltação e pintura em miniatura. Seu pai era um calvinista rígido e se esforçou para influenciar sua filha a adotar sua crença religiosa, mas sua mãe era uma fervorosa católica romana e persuadiu Élizabeth a passar um ano em um convento, durante o qual ela abraçou ardentemente a fé católica. Aos 22 anos, em 1670, ela foi admitida na Academia Real de Pintura e Escultura como pintora de retratos sob o patrocínio do influente artista Charles Le Brun. Seu autorretrato de 1672 foi aceito como seu morceau de réception (peça de recepção). Ela foi a quarta pintora a entrar na academia, nove anos depois de Catherine Girardon e três anos depois de Madeleine e Geneviève, as duas filhas de Louis de Boullogne.
Em 1699, a Academia de Ricovrati de Pádua a admitiu no posto de seus membros sob o nome de “Musa Erato”.